# Liebenstein (Geratal)
Liebenstein è una frazione del comune tedesco di Geratal.

## Storia
Il 1º gennaio 2019 il comune di Liebenstein venne fuso con i comuni di Frankenhain, Geraberg, Geschwenda, Gossel e Gräfenroda, formando il nuovo comune di Geratal.

## Amministrazione
La frazione di Liebenstein è rappresentata da un sindaco di frazione (Ortsschaftsbürgermeister) e da un consiglio locale (Ortschaftsrat).